# Перо Цар
Петар Перо Цар — Зврк (Новаки, код Доње Стубице, 2. април 1920 — Загреб, 15. новембар 1985) био је учесник Народноослободилачке борбе, друштвено-политички радник СФР Југославије и СР Хрватске и народни херој Југославије. У периоду од 10. маја до 15. новембра 1985. обављао је функцију председника Председништва СР Хрватске.

## Биографија
Рођен је 2. априла 1920. године у Новакима код Доње Стубице у сиромашној фамилији. Електричарски занат учио је у Загребу, гдје је радио до 1938. године. Још као ученик био је члан УРСС-а и учествовао у неколико штрајкова металских радника у Загребу. Од краја 1938. године за стално се настањује у Новској, гдје су се доселили његови родитељи. 
Дошавши у Новску, почео је да ради на стварању скојевске организације. Године 1939, изабран је за секретара Котарског комитета СКОЈ-а за Новску, а у децембру исте године примљен је у чланство Комунистичке партије Југославије. Непосредно пред Други свјетски рат, учествује у свим акцијама Комунистичке партије Хрватске, због чега је неколико пута хапшен. Послије окупације Југославије хапшен је у два маха. Први пут у мају, када је послије малтретирања био пуштен из затвора и други пут у октобру када је ухапшен на илегалном раду. Тада је од комада пљоснатог гвожђа сам израдио кључ, којим су затвореници отворили врата. Послије тога је, октобра 1941. године побјегао из усташког затвора и пребацио се на слободну територију. 

### Народноослободилачка борба
Од тада, па до завршетка Народноослободилачког рата, Петар Цар дјелује као борац и војнополитички руководилац. Био је комесар чете, комесар батаљона, замјеник политичког комесара Дванаесте славонске бригаде и замјеник политичког комесара дивизије. Године 1943, Дванаеста славонска бригада била је опкољена бројчано надмоћнијим њемачким и усташким снагама. С бригадом је било доста рањеника, жена, стараца и дјеце, а нацисти су држали све околне доминантне положаје и засипали батаљон ватром. Као члан штаба бригаде, Петар је био у батаљону који је добио задатак да пробије непријатељски обруч преко једног виса. Борци су пришли непријатељу иза леђа и у јуришу прегазили непријатељску одбрану. Бригади је био отворен пут, а рањеници су отпремљени на сигурно.
У току 1943. године учествовао је у свим борбама и акцијама Дванаесте пролетерске славонске бригаде. Два је пута учествовао у нападу и приликом ослобођења Воћина, у борбама за ослобођење Нашица, Подравске Слатине, Вировитице и других мјеста. Учествовао је и у акцијама на рушењу жељезничке пруге Загреб-Београд, на подручју између Банове Јаруге и Винковаца, као и у борбама Дванаесте пролетерске бригаде у Хрватском Загорју, за ослобођење Лепоглаве. Преласком Дванаесте пролетерске бригаде у Босну, учествовао је у борбама против четника и других непријатеља за ослобођење Прњавора и Бање Луке.
Године 1944, Петар Цар се налазио у Осјечкој бригади, која у саставу Дванаесте дивизије, учествује у борбама око Ђакова, Нашица, за ослобођење Подгорача и другим борбама. Један од најодговорнијих задатака извршио је априла 1945. у Славонији, када је био на дужности секретара Окружног комитета КП Нова Градишка. Са свега петнаест наоружаних стражара требало је да између непријатељских јединица спроведе 5.000 до 6.000 жена, дјеце и стараца, као и болницу из Пакраца с рањеницима и болесницима. Непријатељ се повлачио пред снагама Југославенске армије са Сријемског фронта према западу, па је запријетила опасност да збјег буде откривен. Нитко из групе коју су чували Петар Цар и стражари нису пали у руке непријатељу.

### Послијератна каријера
Послије ослобођења завршио је политичку школу „Ђуро Ђаковић“ у Београду. Обављао је многе политичке и друге дужности. Био је организациони политички секретар Окружног комитета КПХ Осијек, организациони секретар Градског комитета КПХ Загреб, члан Централног комитета СКХ, члан Главног одбора Социјалистичког савеза радног народа, заступник у Сабору СР Хрватске и посланик у Савезној скупштини СФР Југославије. Био је члан Савјета федерације СФРЈ, члан Председништва СУБНОР-а Хрватске, предсједник Републичког одбора СУБНОР-а Хрватске од 1972. до 1978. године и активан друштвено-политички радник.
Као члан Извршног вијећа Сабора, обављао је дужности републичког секретара за саобраћај и поморство. Учествовао је на више конгреса СКХ, СКЈ и СУБНОР-а Хрватске и Југославије. Био је и директор пословног удружења „Нафта“, те предсједник Зракопловног савеза Хрватске и Ваздухопловног савеза Југославије.
Био је члан Председништва СР Хрватске у два мандата од 1978. до 1985. године, када је на месту председника Председништва СР Хрватске, 10. мајa 1985. наследио Јакшу Петрића. Међутим, умро је 15. новембра 1985, за време мандата. Остатак његовог мандата довршила је Ема Дероси Бјелајац.
Носилац је Партизанске споменице 1941. и других југословенских одликовања. Орденом народног хероја одликован је 23. јула 1953. године.